# Особняк Бекетових (вулиця Жон-Мироносиць)
Особняк Бекетових — пам'ятка архітектури та колишній особняк сім'ї українського архітектора Олексія Бекетова та його дружини, української художниці Ганни Алчевської.

## Історія
Особняк за проєктом академіка архітектури Бекетова О. М. був побудований у Мироносицькому провулку наприкінці 19 сторіччя у стилі неогрецького класицизму. Власницею будівлі була дружина архітектора Ганна Олексіївна Бекетова (до шлюбу Алчевська). Прикрасами будинку стали велика лоджія, барельєфи, сходи з поручнями з червоного дерева. Фасад будівлі оформлено деталями епохи еллінізму, ренесансу та бароко. Стелі будівлі розписані художником Уваровим М. М. У головній залі будинку знаходиться камін з ліпниною, приміщення розподілено пілястрами. Трапезна прикрашена малюнками у стилі давньоруських теремів за ескізами Пестрикова М. Р. Робочий кабінет О. М Бекетова декорований різним дубом.
Бекетови прожили тут всього кілька років. Після трагічної смерті тестя архітектора, Олексія Алчевського в 1901-му році, родині довелося продати особняк через борги. Будівлю придбав присяжний повірений К. Прибитков.
Після революції будинок був націоналізований. Лоджія з каріатидами була перебудована у 1920-ті роки без згоди з архітектором.
Навколо будинку розміщується сад. Садиба, як і будинок, була побудована в 1897 році, містить затишні ландшафти, фонтани та альпійські гірки. Нині в особняку за адресою вулиця Жон Мироносиць, 10 розміщується Будинок учених. Фасад, дах та вікна будівлі постраждали під час російських обстрілів центра міста у березні 2022 р. за часів російської агресії. Вибуховою хвилею було знищено унікальний вітраж, пошкоджено стельові розписи, ліпнина у головній залі.

## Галерея

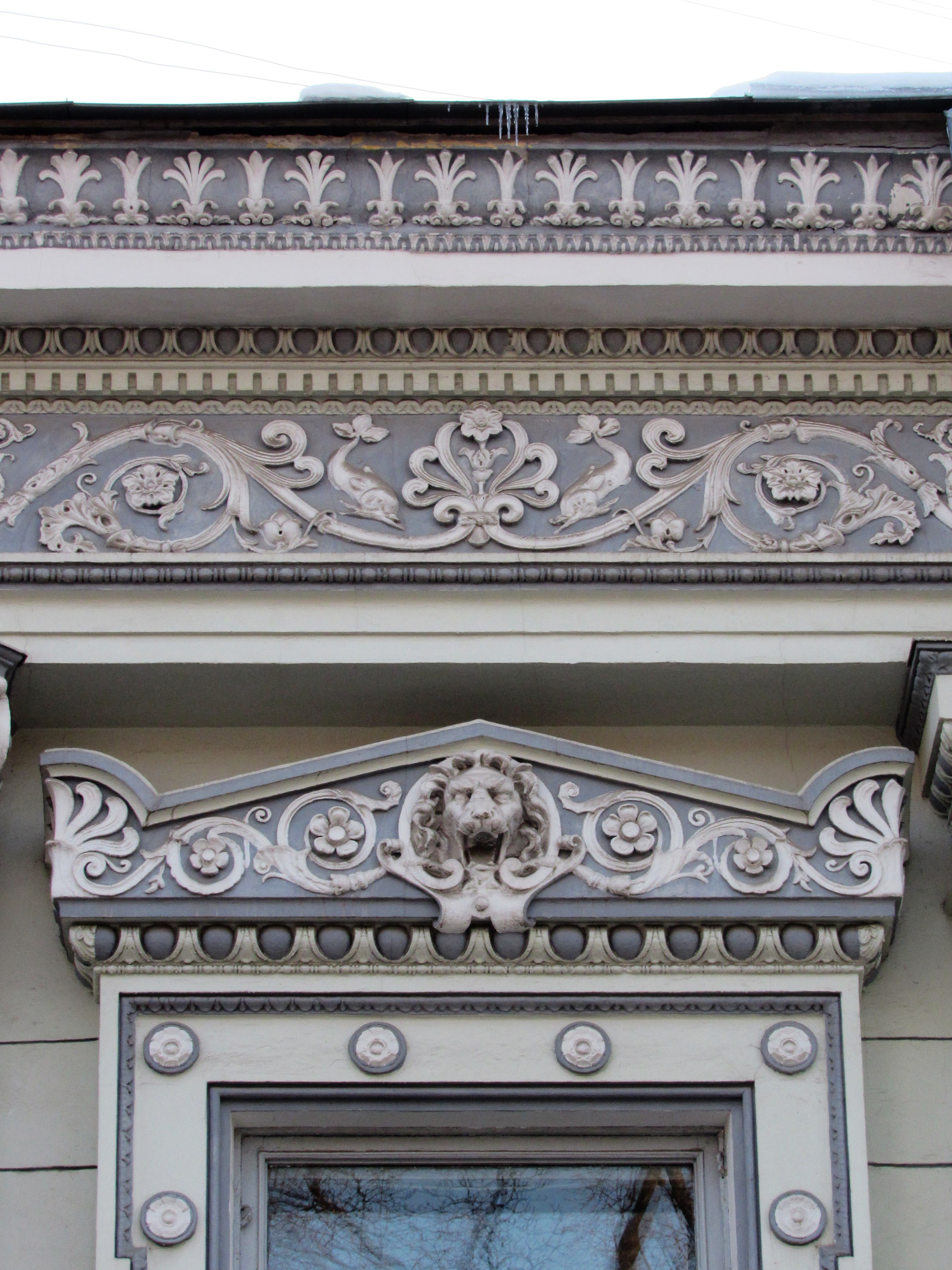
Маскарон лева та оздоблення з рибами
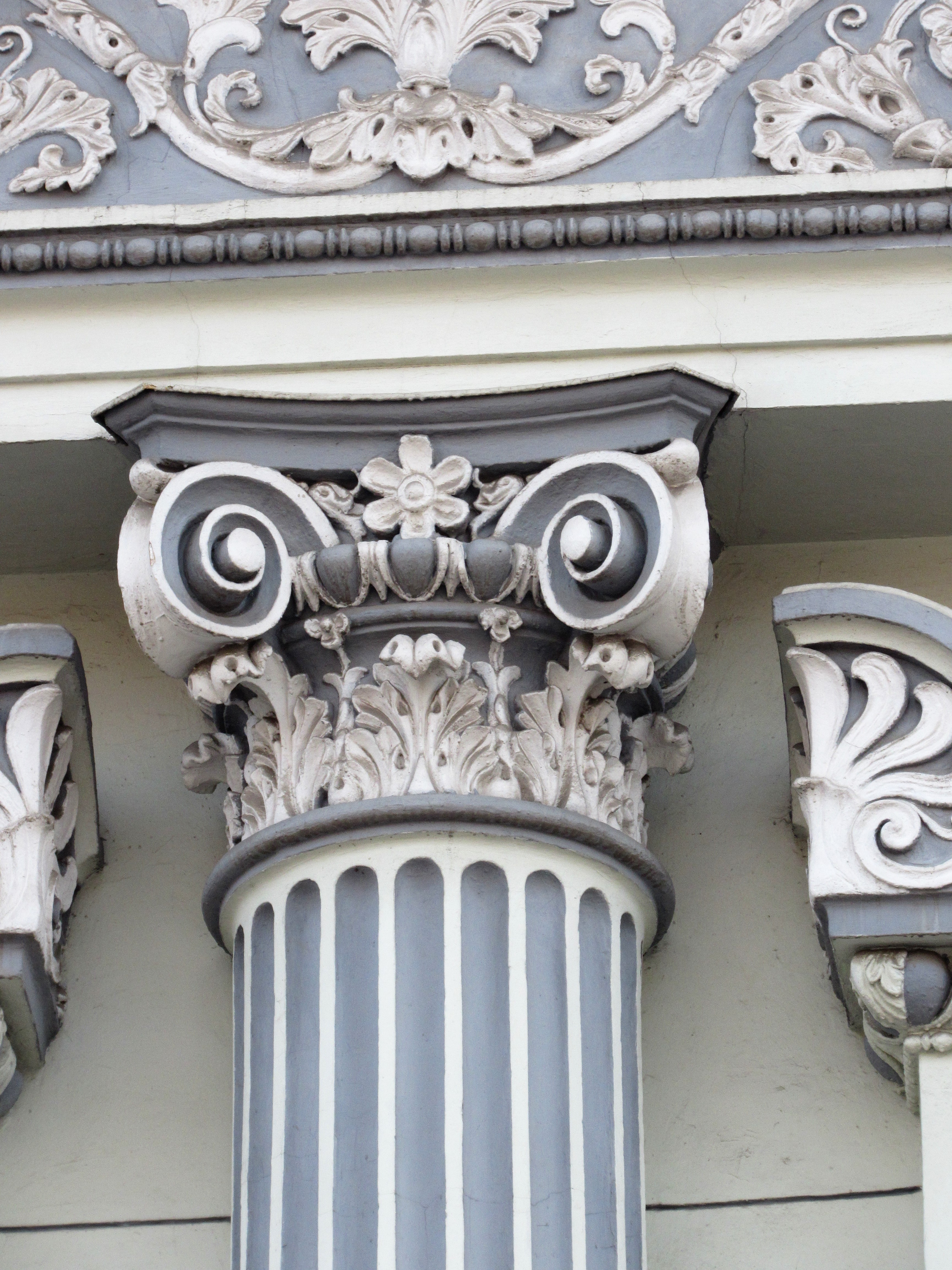
Капітель
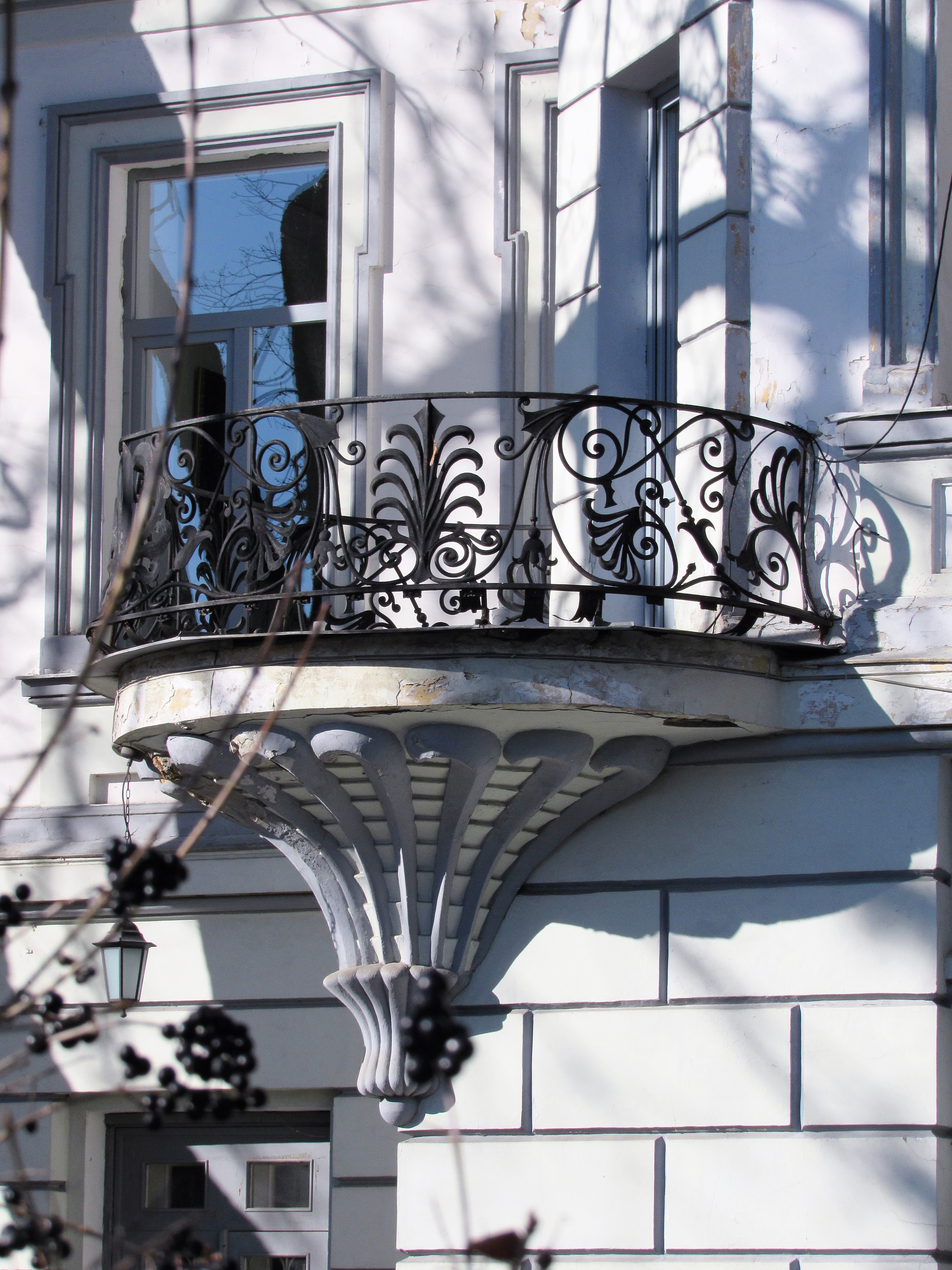
Балкон з боку двору
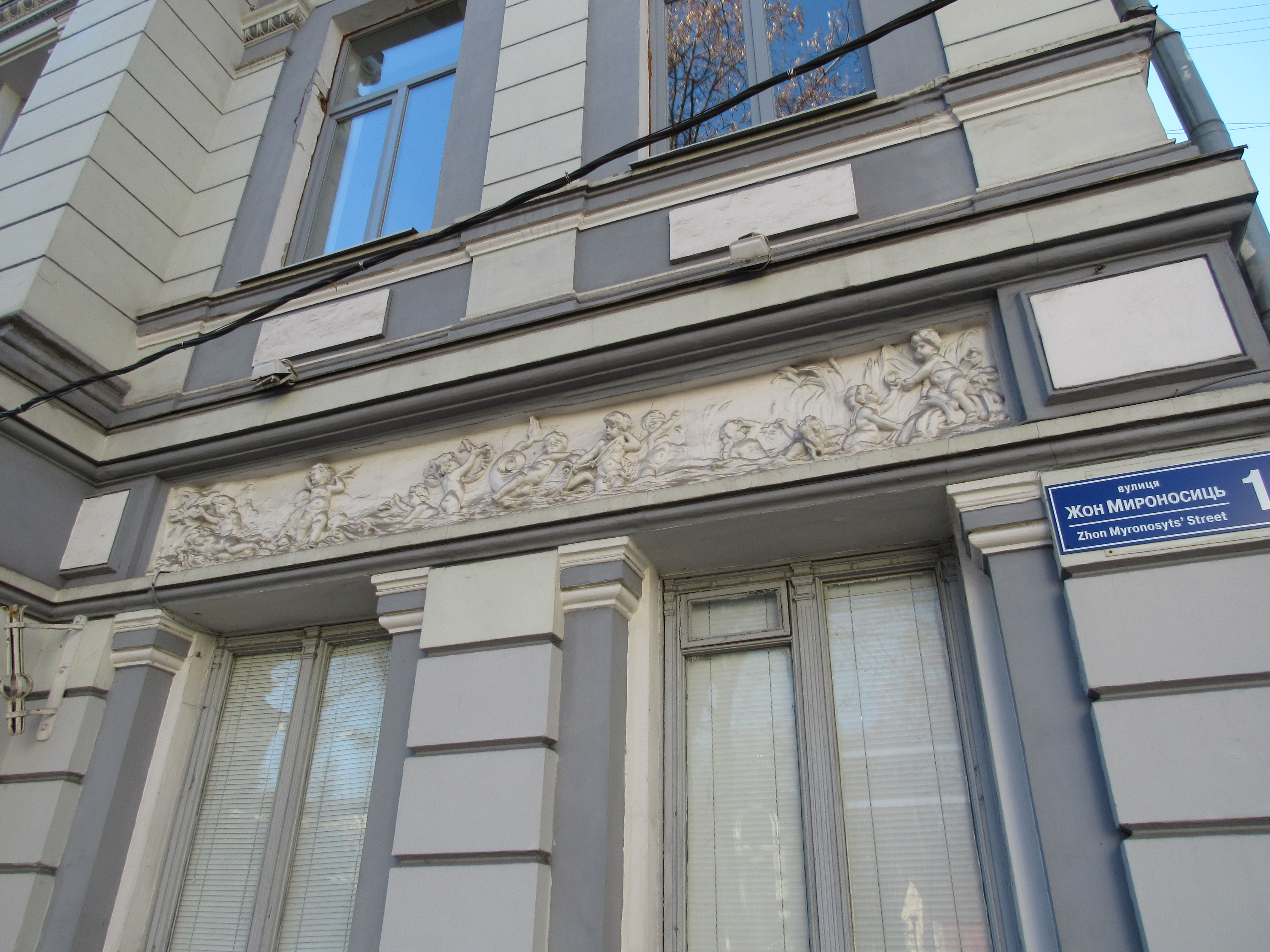
Барельєф на фасаді
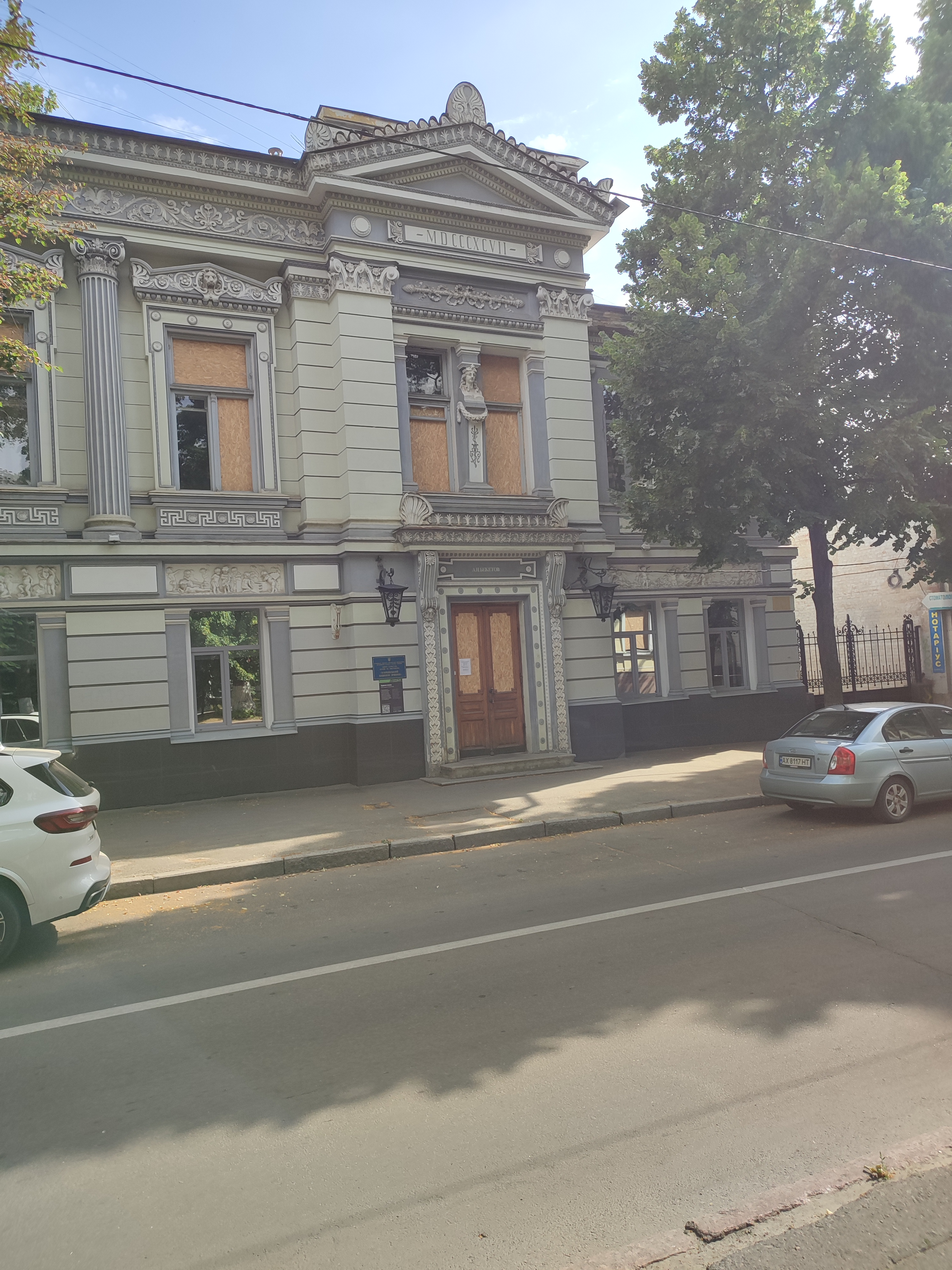
Будівля після влучань російських ракет поряд